# Ravanelli Ferreira dos Santos
Ravanelli Ferreira dos Santos (* 29. August 1997 in Campinas) ist ein brasilianischer Fußballspieler.

## Karriere

### Verein
Ravanelli begann seine Karriere bei der AA Ponte Preta. Im September 2015 stand er erstmals im Profikader, kam aber noch nicht zum Einsatz. Im Mai 2016 debütierte er schließlich gegen den Figueirense FC in der Série A. Bis zum Ende der Saison 2016 absolvierte er 14 Partien in der höchsten brasilianischen Spielklasse, in denen er ein Tor erzielte. Nach weiteren drei Einsätzen zu Beginn der Saison 2017 wechselte er im Juni 2017 nach Russland zu Achmat Grosny. In seiner ersten Spielzeit in Tschetschenien kam der Offensivspieler zu zwölf Einsätzen in der Premjer-Liga. In der Saison 2018/19 absolvierte er 17 Partien, in denen er viermal traf. Im Mai 2019 zog er sich einen Kreuzbandriss zu und fiel daraufhin über ein halbes Jahr aus, sein Comeback gab er im Februar 2020. In der Saison 2019/20 absolvierte er nach seiner Genesung fünf Spiele.
Im August 2020 kehrte Ravanelli leihweise nach Brasilien zurück und schloss sich Athletico Paranaense an. Für Paranaense kam er bis zum Ende der Spielzeit 2020 zu elf Einsätzen in der Série A. Im März 2021 wurde er innerhalb Brasiliens an Chapecoense weiterverliehen. Für Chapecoense absolvierte er während der Leihe 15 Partien, mit dem Klub stieg er zu Saisonende aus der Série A ab.
Im Januar 2022 verließ Ravanelli Achmat schließlich endgültig und wechselte fest zurück nach Brasilien, wo er sich dem Viertligisten São Bernardo FC anschloss.

### Nationalmannschaft
Ravanelli spielte im Oktober 2016 zweimal für die brasilianische U-20-Auswahl.